# Anthosactis janmayeni
Anthosactis janmayeni är en havsanemonart som beskrevs av Daniel Cornelius Danielssen 1890. Anthosactis janmayeni ingår i släktet Anthosactis och familjen Actinostolidae. Inga underarter finns listade i Catalogue of Life.